# 35 Близнецов
35 Близнецов (лат. 35 Geminorum, HD 49738) — одиночная звезда в созвездии Близнецов на расстоянии приблизительно 1143 световых лет (около 351 парсека) от Солнца. Видимая звёздная величина звезды — +5,672m.

## Характеристики
35 Близнецов — оранжевый гигант спектрального класса K0 или K3III. Радиус — около 66,71 солнечных. Эффективная температура — около 4300 К.